# Jakub Hanák
Jakub Hanák, född den 26 mars 1983 i Uherské Hradiště, Mähren, Socialistiska republiken Tjeckoslovakien 
, är en tjeckisk roddare.
Han tog OS-silver i scullerfyra i samband med de olympiska roddtävlingarna 2004 i Aten.